# Médersa Khaldounia
La médersa Khaldounia ou médersa de Sidi Boumediene est une médersa située dans le quartier d'El Eubbad à Tlemcen, construite en 1347 sous l'ordre du sultan mérinide Abu al-Hasan ben Uthman. 
Elle fait partie du complexe religieux de Sidi Boumediene avec la mosquée Sidi Boumediene, le palais du sultan (Dar es Sultân), la zaouïa et le hammam.

## Histoire
La médersa doit son nom à Ibn Khaldoun, le grand historien, économiste, géographe, démographe, précurseur de la sociologie. Elle fut autrefois une université où il enseigna.
Dans son livre El Bostan, ou, Jardin des biographies des saints et savants de Tlemcen, Ibn Maryem Ech-Cherif El-Melity a affirmé que le célèbre savant et soufi de Tlemcen Ibn Zakri al-Tilimsani, fut un élève et donné des cours au sein de la médersa.
La médersa abrite actuellement le siège de l’Annexe du Centre National des Manuscrits d’Adrar (CNMA). Cette institution contribue à la sauvegarde et la gestion du patrimoine manuscrit. Celui transmis par les anciennes civilisations au niveau de la région Ouest de l'Algérie.

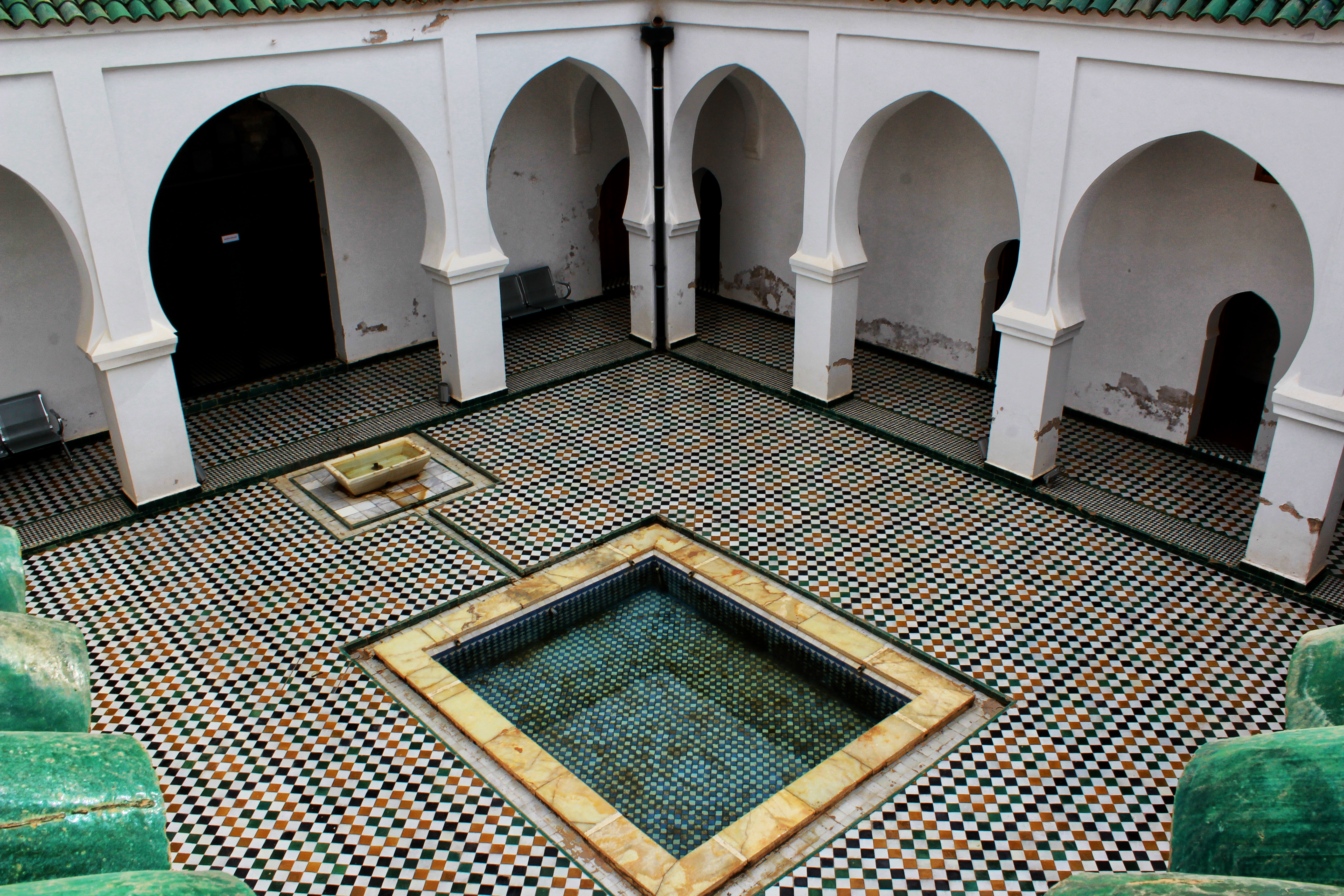
La cour intérieure de la médersa.